# Crustoderma testatum
Crustoderma testatum är en svampart som först beskrevs av H.S. Jacks. & Dearden, och fick sitt nu gällande namn av Nakasone 1985. Crustoderma testatum ingår i släktet Crustoderma och familjen Meruliaceae.   Inga underarter finns listade i Catalogue of Life.